# Urton-Post
Falls eine Erlaubnis bestand, das Material gemäß den Bestimmungen der Lizenz Creative-Commons-Lizenz Namensnennung – Weitergabe unter gleichen Bedingungen 4.0 zu nutzen, oder du selbst der Urheber des Textes in der unten angeführten Quelle bist, sende bitte eine vollständig ausgefüllte Freigabeerklärung unter Verwendung deines Realnamens und der Angabe, um welchen Artikel es geht, an die Adresse permissions-dewikimedia.org per E-Mail.
Wenn du den Rechteinhaber nachträglich um Erlaubnis bitten willst, kannst du diese Textvorlage dafür benutzen.
Nach Bearbeitung durch das Wikipedia-Support-Team wird die Freigabe auf der Diskussionsseite dokumentiert und der Text wiederhergestellt. 
Fragen bitte an: Urheberrechtsfragen
Herkunft: https://dgpt.org/produkt/die-anfaenge-der-mongolischen-post
Das als Yam-System bekannte Postsystem war eine Art mittelalterlicher Ponyexpress mit Stationen im Abstand von 32 bis 48 Kilometern. An jeder Station bestieg ein „Pfeilbote“ ein frisches Pferd und ritt im vollen Galopp zur nächsten Station.
Die Mongolei stellte 2016 ihr Postsystem auf einen Drei-Wörter-Code um.